# Animal (película de 2005)
Animal es una película de 2005 dirigida directamente para vídeo protagonizada por Ving Rhames, Terrence Howard, Chazz Palminteri y Jim Brown. Fue dirigida por David J. Burke y escrita por David C. Johnson. Las ganancias de la película fueron objeto de una demanda contra el distribuidor de la película, DEJ Productions. El caso aún estaba activo en el año 2011. Fue seguido por una secuela de 2007, Animal 2. La historia de Willie Lynch se menciona en la película y se transmite de padre a hijo a medio hermano. La película sostiene que la historia de Lynch es real, aunque se ha demostrado que es una falsificación moderna.

## Reparto
- Ving Rhames como James "Animal" Allen.
- Terrence Howard como Darius.
- Chazz Palminteri como Kasada.
- Jim Brown como Berwell.
- Wes Studi como Creeper.
- Faizon Amor como Doble T.
- Paula Jai Parker como Reecy.
- Beverly Todd como Latresse.
- Taraji P. Henson como Ramona.
- Cesar Farrait como Roach.